# Gewebshormone
| Biogene Amine |
| ------------- |
| Histamin      |
| Serotonin     |

Gewebshormone entstehen in spezialisierten Einzelzellen, die über ein Gewebe verteilt sein können. Dagegen werden glanduläre Hormone, die als klassische Hormone bekannt sind, in Drüsen gebildet. Gewebshormone vom parakrinen Typ gelangen durch Diffusion zu ihren Erfolgsorganen, während solche vom endokrinen Typ über den Blutkreislauf transportiert werden.

## Beispiele
- Biogene Amine wie Histamin und Serotonin. Diese entstehen durch Decarboxylierung aus Histidin bzw. Tryptophan. Beide agieren über Rezeptoren entweder als Gewebshormon oder als Neurotransmitter. Die Signaltransduktion kann hierbei über G-Proteine (cAMP, PLC, 5HT-1,2 und 4) oder über die Öffnung von Kationen-Kanälen (5HT-3)erfolgen.
- Peptidhormone wie die Angiotensine.
- Kinine. Kininogene sind höhermolekulare Plasmaproteine, aus denen durch verschiedene lokal aktivierte Proteasen (z. B. Kallikrein) Peptidmediatoren freigesetzt werden können.  Ein wichtiges Produkt ist Bradykinin, ein Nonapeptid, das gefäßerweiternd, blutdrucksenkend und auf die glatte Muskulatur von Bronchien, Darm und Uterus kontrahierend wirkt.
- Eikosanoide, C20-Fettsäurederivate, die sich in drei Untergruppen aufteilen lassen: Prostaglandine (PG), Leukotriene und Epoxide. Es ist kaum möglich, alle Wirkungen darzustellen, jedoch gilt, dass PG und andere Eikosanoide an fast allen Signalwegen als lokal wirksame second messenger beteiligt sind.
- Gase mit Signalfunktion: NO (Stickoxid, Stickstoffmonoxid) wird durch Nitroxid-Synthase aus Arginin hergestellt. Das Gas hat folgende Wirkungen: Gefäßtonus-regulierend, Herzkontraktion-fördernd, manchmal toxische Effekte. Es ist Neurotransmitter und beeinflusst die Genexpression. Teils ist es für diese Wirkungen selbst verantwortlich, teils sind es seine Umwandlungsprodukte N2O3, ONOO− (Peroxynitrit), NO− oder NO2.